# SDガンダム GGENERATION OVER WORLD
『SDガンダム GGENERATION OVER WORLD』（エスディーガンダム ジージェネレーション オーバーワールド）は、2012年9月27日に発売されたPlayStation Portable用ゲームソフト。
本作は、『SDガンダム GGENERATION WORLD』（以下：『WORLD』）の続編であり、過去作の直接的な続編として開発されるのはシリーズ初となる。

## システム
本作では『WORLD』で触れられていた「ジェネレーション・システム」をより深く掘り下げるため、「ワールドツアー」と「ワールドコア」の2つに分かれ、両方をクリアすると最終シナリオである「オーバーワールド」に突入する。特殊なものを除く全てのキャラクターアビリティが選択可能になり、マスターキャラクターのみが使用できる「マスタースキル」が追加された。
ジェネレーションブレイクは更なる発展がなされ、2回目のジェネレーションブレイクの後に更なる条件を満たすと、ワールドツアーでは今まで操作できていたゲストユニットが敵ユニットに変貌する「オーバーインパクト」が発生し、ワールドコア、オーバーワールドでは自軍と同ステータスの敵が出現する「コアインパクト」が発生する。
マイキャラクターは選べる容姿やボイスがより多彩となり、プロフィール入力が可能となった。また、シリーズで初めてカスタムサウンドトラックが使用できるようになり、ダウンロード版のPlayStation Vitaでのプレイ時にも対応している。
ユニットの生産や開発、交換といったシステムが『WORLD』のものに戻され、『3D』のシステムは同作独自のものを含めて引き継がれなかった。また、PSPでこれまで発売されたシリーズ作品（『PORTABLE』と『WORLD』）のセーブデータがあると、特別なオプションパーツをそれぞれ手に入れることができる。
ユニットの仕様変更
- 一部の武装にあった多段ヒットがなくなり、全てが単発ヒットに統一された。
- 一部のMFに導入されていた超強気以上によるユニットのパワーアップが削除された。
- 一部の可変MSの変形機能が削除された。
- 戦艦の捕獲枠がなくなり、全ての投降ユニットを捕獲できるようになった[注 1]。
- 専用機が設計できるようになった。

登場声優の扱い
- ブライト・ノアは『UC』で同役を演じた成田剣に全面的に変更された。

## ストーリー
ロンド・ベルのネェル・アーガマ改とバナージ・リンクスは、ユニコーンガンダムがラプラスの箱を示す座標となるラプラスの残骸に赴く。そこでユニコーンガンダムがLa+を起動させた瞬間、ユニコーンガンダムからワールドシグナルが放たれ、それに呼応するようにELSが出現する。
その危機に刹那・F・セイエイが搭乗するダブルオークアンタがバナージを救い、それに続くようにアムロ・レイのνガンダム、ドモン・カッシュのゴッドガンダム、キラ・ヤマトのフリーダムガンダム、フリット・アスノのガンダムAGE-1ノーマルが現れる。しかし刹那がELSとの対話を試みようとクアンタムシステムを起動させようとした瞬間、アムロ、ドモン、キラ、フリットが敵意を剥き出しにして刹那とバナージに襲い掛かる。その内の1機を戦闘不能にさせた瞬間、彼らは正気に戻る。
それはジェネレーション・システムの暴走によって引き起こされ、協力していた者が突然敵意を向けるオーバーインパクトであると、かつてとは容姿が激変したアプロディアが警告する。それを止め、「悪しき者を倒せ」とアプロディアが続けて告げ、それと同時にジェネレーション・システムの心臓部であるワールドコアへ突入する1つの機影があった。

## オリジナルキャラクター
コード・フェニックス
声：安元洋貴
本作「ワールドコア」の中心的人物。謎のMS・マスターフェニックスに搭乗する青年で、表向きは軽薄にも見える飄々としているが、内面は熱血漢である。暴走したジェネレーション・システムの心臓部であるワールドコアにアービィと共に突入し、黒幕であるコード・アメリアスの野望を打ち砕くために行動する。
ジェネレーション・システムにアクセス可能な命令プログラムのような「『解放』のコード」を所有しており、「開発」「解除」を意味する「OPEN」を司る。
『GENESIS』『CROSS RAYS』にも登場する。
アービィ
声：園崎未恵
コード・フェニックスと共に行動する鳥型のAIロボット。該博な知識でコード・フェニックスをサポートする。
その正体はアメリアスに肉体データを奪われてしまったアプロディアが自らの精神データを移植した姿で、コード・フェニックスと出会ったことで彼をワールド・コアへ導いた。
コード・アメリアス
声：皆川純子
威圧的な言動と妖艶な容姿を持つ女性。
アプロディアの肉体データを奪って地球の現ジェネレーション・システム（『WORLD』に登場したジェネレーション・システム）を掌握し、ジェネレーション・システムの管理者「アプロディア」として振る舞っていた。正体を現した後は月にある（『WARS』の最終ステージに登場した）旧ジェネレーション・システムを復活させようと目論む。
「交換」「変換」を意味する「EXCHANGE」を司る「『裏切り』のコード」を所有している。オーバーインパクトの発生も彼女のコードの能力によるものである。
『GENESIS』『CROSS RAYS』にも登場する。
アメリアス
声：皆川純子
コード・アメリアスが『裏切り』のコードをアプロディアによって消去された影響で肉体と精神が少女の状態にまで退行した。
『CROSS RAYS』にも登場する。

## 登場作品
- 機動戦士ガンダム（劇場特別版）
- MSV
- MS-X
- 機動戦士ガンダム 第08MS小隊
- 機動戦士ガンダム MS IGLOO 1年戦争秘録
- 機動戦士ガンダム MS IGLOO 黙示録0079
- 機動戦士ガンダム MS IGLOO2 重力戦線
- 機動戦士ガンダム外伝 THE BLUE DESTINY
- 機動戦士ガンダム外伝 宇宙、閃光の果てに…
- ジオニックフロント 機動戦士ガンダム0079
- 機動戦士ガンダム0080 ポケットの中の戦争
- 機動戦士ガンダム戦記 BATTLEFIELD RECORD U.C.0081
- 機動戦士ガンダム0083 STARDUST MEMORY
- ADVANCE OF Ζ ティターンズの旗のもとに
- 機動戦士Ζガンダム
- 機動戦士Ζガンダム A New Translation
- Ζ-MSV
- ガンダム・センチネル
- 機動戦士ガンダムΖΖ
- 機動戦士ガンダム 逆襲のシャア
- CCA-MSV
- M-MSV
- 機動戦士ガンダムUC[注 2]
- 機動戦士ガンダムUC-MSV
- 機動戦士ガンダム 閃光のハサウェイ
- 機動戦士ガンダムF90[注 3]
- 機動戦士ガンダム シルエットフォーミュラ91
- 機動戦士ガンダムF91
- F91-MSV
- 機動戦士クロスボーン・ガンダム
- 機動戦士クロスボーン・ガンダム スカルハート
- 機動戦士クロスボーン・ガンダム 鋼鉄の7人
- 機動戦士Vガンダム
- 機動武闘伝Gガンダム
- 新機動戦記ガンダムW
- 新機動戦記ガンダムW デュアルストーリー G-UNIT
- 新機動戦記ガンダムW Endless Waltz
- 機動新世紀ガンダムX
- ∀ガンダム
- 機動戦士ガンダムSEED
- SEED-MSV
- 機動戦士ガンダムSEED ASTRAY[注 4]
- 機動戦士ガンダムSEED X ASTRAY
- 機動戦士ガンダムSEED DESTINY
- SEED DESTINY-MSV
- 機動戦士ガンダムSEED C.E.73 STARGAZER
- 機動戦士ガンダム00
- 劇場版 機動戦士ガンダム00 -A wakening of the Trailblazer-
- 機動戦士ガンダム00P
- 機動戦士ガンダム00F
- 機動戦士ガンダム00V
- 機動戦士ガンダムAGE[注 5]
- 模型戦士ガンプラビルダーズ ビギニングG
- 機動戦士ガンダム シークレット・ウェポンズ ファントム・ブレット
- SDガンダムワールド ガチャポン戦士 スクランブルウォーズ
- SDガンダムGX
- 機動戦士ガンダム ギレンの野望
- 機動戦士ガンダム CROSS DIMENSION 0079 死にゆく者たちへの祈り
- 機動戦士ガンダム 戦場の絆
- ガンダム無双

## 開発
本作は前作『WORLD』を超えた決定版にして、「ブレイク系」と呼ばれる系統の完成型として作られた。「ワールドツアー」はユーザが外側からガンダムの世界に触れるというコンセプトが立てられた一方、「ワールドコア」は「『Gジェネ』の世界にユーザー自らが飛び込む」という正反対のコンセプトが立てられた。後者の難易度は前者よりもやや高く作られているものの、自由度を担保するためにどちらも最初から遊べるようにした。
今作では、原作キャラクターの専用機を「設計」で作れる「特殊設計」が初めて導入された。アートディレクターを務めた上瀧圭一郎は導入の背景について、専用機に対応するキャラクター探しの手間を省くとともに、ユーザの遊びの幅を広げたいという意図があったと電撃オンラインとのインタビューの中で説明している。
今作では演出面においても改善がなされており、たとえば前作『WORLD』まではカメラが固定式だったのに対し、今作では可動式に変更された。これにより、「相手の背後に回り込んでから攻撃する」など、演出の多様化につながった。一方、システム構築後に各機体の動きを絵コンテに起こしている分、作業量が膨大になってしまった。
従来は各作品の物語を一つ一つの「ピース」に分け、そこから一部を抽出してくっつけてきたが、『WORLD』の時点で用意していたピースを使い切ってしまったため、『UC』や『劇場版 機動戦士ガンダム00 -A wakening of the Trailblazer-』（以下、劇場版00）といった初参戦作品から新たなピースを用意した。参戦作品のうち、『G-UNIT』はファンからのアンケートの結果を受け、『GジェネF』以来の参戦となった一方、原作が非映像作品であるため、戦闘アニメーションの描き起こしや、音声の再収録などに時間がかかってしまった。また、機体の選出にあたってはコアなマニアが見て感心するような機体が選ばれ、セカンドVの参戦が決まった際はファンの間でも驚きがあったとプロデューサーの桑原顕は電撃オンラインとのインタビューの中で明かしている。
シリーズにおけるオリジナルキャラクターは、プレイヤーが自信を投影できる存在として設定されているものの、エグゼクティブディレクターの宮城嘉樹は「ワールドコア」のキャラクターの造形に悩んだと電撃オンラインとのインタビューの中で明かしている。宮城から相談を受けた桑原は「ワールドコアはオリジナルストーリー且つお祭りなので、思い切ろう」と助言したものの、最初に提出されたイラストを見て驚いたと前述のインタビューの中で振り返っている。最終的に「ワールドコア」の中心人物であるコード・フェニックスはシャアやゼクスのように仮面をつけた人物として描かれ、その立ち位置は「ワールドコア」の主人公兼案内役であり、『WORLD』におけるアプロディアのような役回りに据えられた。そのアプロディアは『WORLD』と同じ世界観であることを示すために続投が決まり、デザインは大幅に変更された。

## 評価
津久井箇人は「インサイド」に寄せた記事の中で、シリーズの中では最もシリーズらしさが出ており、ガンダムファンにお勧めだと評する一方、物語が消化不良気味だったとも指摘している。